# Drept de abitație
Dreptul de abitație este o variantă a dreptului de uz, care constă în dreptul unei persoane de a utiliza o locuință pentru nevoile sale personale și ale familiei sale. 

## Aspecte generale
Titularul dreptului de abitație poate utiliza locuința împreună cu familia sa, chiar dacă nu era căsătorit în momentul constituirii dreptului său. Pe durata existenței dreptului de abitație, titularului dreptului de proprietate (denumit "nud proprietar") nu are dreptul de a folosi locuința. Titularul dreptului de abitație nu are dreptul de a înstrăina dreptul său. El poate totuși închiria altei persoane partea din casă pe care nu o locuiește.

## Dreptul de abitație al soțului supraviețuitor
În cazul decesului unuia dintre soți, celălalt soț dispune de un drept de abitație asupra locuinței care a aparținut soțului decedat, cu respectarea următoarelor condiții:
- casa de locuit să facă parte din moștenire;
- soțul supraviețuitor să nu aibă o locuință proprie;
- dreptul poate fi menținut până la ieșirea din indiviziune și, în orice caz, cel puțin un an de zile de la decesul soțului;
- dreptul de abitație încetează dacă soțul supraviețuitor se recăsătorește înainte de ieșirea din indiviziune.

Ceilalți moștenitori pot cere restrângerea dreptului de abitație dacă locuința nu este necesară în întregime soțului supraviețuitor. În caz alternativ, aceștia pot oferi soțului o altă locuință, corespunzătoare nevoilor acestuia.